# Aneilema
Genre
Synonymes
- Amelina C.B. Clarke[2]
- Ballya Brenan[2]
- Bauschia Seub. ex Warm.[2]
- Lamprodithyros Hassk.[2]
- Phaeneilema G. Brückn.[2]

Aneilema est un genre de plantes à fleur appartenant à la famille des Commelinaceae.

## Liste des espèces, variétés et sous-espèces
Selon BioLib (7 mai 2019) :
- Aneilema acuminatum R. Br.
- Aneilema aequinoctiale (P. Beauv.) Loudon
- Aneilema alatum Koord.
- Aneilema angolense C.B. Clarke
- Aneilema aparine H. Perrier
- Aneilema arenicola Faden
- Aneilema benadirense Chiov.
- Aneilema beniniense (P. Beauv.) Kunth
- Aneilema biflorum R. Br.
- Aneilema brasiliense C.B. Clarke
- Aneilema brenanianum Faden
- Aneilema brunneospermum Faden
- Aneilema calceolus Brenan
- Aneilema chrysopogon Brenan
- Aneilema clarkei Rendle
- Aneilema dispermum Brenan
- Aneilema dregeanum Kunth
- Aneilema forsskalii Kunth
- Aneilema gillettii Brenan
- Aneilema grandibracteolatum Faden
- Aneilema hirtum A. Rich.
- Aneilema hockii De Wild.
- Aneilema homblei De Wild.
- Aneilema indehiscens Faden
- Aneilema johnstonii K. Schum.
- Aneilema lamuense Faden
- Aneilema lanceolatum Benth.
- Aneilema leiocaule K. Schum.
- Aneilema longicapsa Faden
- Aneilema longirrhizum Faden
- Aneilema macrorrhizum T.C.E. Fr.
- Aneilema mortonii Brenan
- Aneilema neocaledonicum Schltr.
- Aneilema nicholsonii C.B. Clarke
- Aneilema nyasense C.B. Clarke
- Aneilema obbiadense Chiov.
- Aneilema paludosum A. Chev.
- Aneilema pedunculosum C.B. Clarke
- Aneilema petersii (Hassk.) C.B. Clarke
- Aneilema plagiocapsa K. Schum.
- Aneilema pomeridianum Stanf. & Brenan
- Aneilema pusillum Chiov.
- Aneilema recurvatum Faden
- Aneilema rendlei C.B. Clarke
- Aneilema richardsiae Brenan
- Aneilema schlechteri K. Schum.
- Aneilema sclerocarpum F. Muell.
- Aneilema sebitense Faden
- Aneilema setiferum A. Chev.
- Aneilema siliculosum R. Br.
- Aneilema silvaticum Brenan
- Aneilema somaliense C.B. Clarke
- Aneilema spekei C.B. Clarke
- Aneilema succulentum Faden
- Aneilema tanaense Faden
- Aneilema taylorii C.B. Clarke
- Aneilema trispermum Faden
- Aneilema umbrosum (Vahl) Kunth
- Aneilema usambarense Faden
- Aneilema welwitschii C.B. Clarke
- Aneilema woodii Faden
- Aneilema zebrinum Chiov. ex Chiarugi

Selon Catalogue of Life (7 mai 2019) :
- Aneilema acuminatum R.Br.
- Aneilema aequinoctiale (P.Beauv.) G.Don
- Aneilema alatum Koord.
- Aneilema angolense C.B.Clarke
- Aneilema aparine H.Perrier
- Aneilema arenicola Faden
- Aneilema benadirense Chiov.
- Aneilema beniniense (P.Beauv.) Kunth
- Aneilema biflorum R.Br.
- Aneilema brasiliense C.B.Clarke
- Aneilema brenanianum Faden
- Aneilema brunneospermum Faden
- Aneilema calceolus Brenan
- Aneilema chrysopogon Brenan
- Aneilema clarkei Rendle
- Aneilema dispermum Brenan
- Aneilema dregeanum Kunth
- Aneilema ephemerum Faden
- Aneilema forskalii Kunth
- Aneilema gillettii Brenan
- Aneilema grandibracteolatum Faden
- Aneilema hirtum A.Rich.
- Aneilema hockii De Wild.
- Aneilema homblei De Wild.
- Aneilema indehiscens Faden
- Aneilema johnstonii K.Schum.
- Aneilema lamuense Faden
- Aneilema lanceolatum Benth.
- Aneilema leiocaule K.Schum.
- Aneilema longicapsa Faden
- Aneilema longirrhizum Faden
- Aneilema macrorrhizum T.C.E.Fr.
- Aneilema minutiflorum Faden
- Aneilema mortonii Brenan
- Aneilema neocaledonicum Schltr.
- Aneilema nicholsonii C.B.Clarke
- Aneilema nyasense C.B.Clarke
- Aneilema obbiadense Chiov.
- Aneilema paludosum A.Chev.
- Aneilema pedunculosum C.B.Clarke
- Aneilema petersii (Hassk.) C.B.Clarke
- Aneilema plagiocapsa K.Schum.
- Aneilema pomeridianum Stanf. & Brenan
- Aneilema pusillum Chiov.
- Aneilema recurvatum Faden
- Aneilema rendlei C.B.Clarke
- Aneilema richardsiae Brenan
- Aneilema schlechteri K.Schum.
- Aneilema sclerocarpum F.Muell.
- Aneilema sebitense Faden
- Aneilema setiferum A.Chev.
- Aneilema siliculosum R.Br.
- Aneilema silvaticum Brenan
- Aneilema somaliense C.B.Clarke
- Aneilema spekei C.B.Clarke
- Aneilema succulentum Faden
- Aneilema tanaense Faden
- Aneilema taylorii C.B.Clarke
- Aneilema termitarium Faden
- Aneilema trispermum Faden
- Aneilema umbrosum (Vahl) Kunth
- Aneilema usambarense Faden
- Aneilema welwitschii C.B.Clarke
- Aneilema woodii Faden
- Aneilema zebrinum Chiov.

Selon World Checklist of Selected Plant Families (WCSP) (7 mai 2019) :
- Aneilema acuminatum R.Br. (1810)
- Aneilema aequinoctiale (P.Beauv.) G.Don (1830)
- Aneilema alatum Koord. (1912)
- Aneilema angolense C.B.Clarke (1901)
  - variété Aneilema angolense var. angolense
  - variété Aneilema angolense var. luteum (C.B.Clarke) Faden (2008)
- Aneilema aparine H.Perrier (1936)
- Aneilema arenicola Faden (1984)
- Aneilema benadirense Chiov., Atti Ist. Bot. "Giovani Briosi", ser. 4 (1936)
- Aneilema beniniense (P.Beauv.) Kunth (1843)
- Aneilema biflorum R.Br. (1810)
- Aneilema brasiliense C.B.Clarke (1881)
- Aneilema brenanianum Faden (1991)
- Aneilema brunneospermum Faden (1984)
- Aneilema calceolus Brenan (1961)
- Aneilema chrysopogon Brenan (1961)
- Aneilema clarkei Rendle, J. Linn. Soc. (1895)
- Aneilema dispermum Brenan (1952)
- Aneilema dregeanum Kunth (1843)
  - sous-espèce Aneilema dregeanum subsp. dregeanum
  - sous-espèce Aneilema dregeanum subsp. mossambicense Faden (1984)
- Aneilema ephemerum Faden, Fl. Trop. E. Africa (2012)
- Aneilema forskalii Kunth (1843)
- Aneilema gillettii Brenan (1961)
- Aneilema grandibracteolatum Faden (1991)
- Aneilema hirtum A.Rich. (1850)
- Aneilema hockii De Wild. (1913)
  - sous-espèce Aneilema hockii subsp. hockii
  - sous-espèce Aneilema hockii subsp. longiaxis Faden, Fl. Trop. E. Africa (2012)
    - variété Aneilema hockii var. rhizomatosum Faden, Fl. Trop. E. Africa (2012)
- Aneilema homblei De Wild. (1913)
- Aneilema indehiscens Faden (1984)
  - sous-espèce Aneilema indehiscens subsp. indehiscens
  - sous-espèce Aneilema indehiscens subsp. keniense Faden (1991)
  - sous-espèce Aneilema indehiscens subsp. lilacinum Faden (1984)
- Aneilema johnstonii K.Schum. (1895)
- Aneilema lamuense Faden (1991)
- Aneilema lanceolatum Benth. (1849)
  - sous-espèce Aneilema lanceolatum subsp. lanceolatum
  - sous-espèce Aneilema lanceolatum subsp. subnudum (A.Chev.) J.K.Morton, J. Linn. Soc. (1966)
- Aneilema leiocaule K.Schum. (1895)
- Aneilema longicapsa Faden (1991)
- Aneilema longirrhizum Faden (1978)
- Aneilema macrorrhizum T.C.E.Fr. (1916)
- Aneilema minutiflorum Faden, Fl. Trop. E. Africa (2012)
- Aneilema mortonii Brenan (1968)
- Aneilema neocaledonicum Schltr. (1906)
- Aneilema nicholsonii C.B.Clarke (1901)
- Aneilema nyasense C.B.Clarke (1901)
  - variété Aneilema nyasense var. brevisepala Brenan (1961)
  - variété Aneilema nyasense var. nyasense
- Aneilema obbiadense Chiov. (1928)
- Aneilema paludosum A.Chev. (1912)
  - sous-espèce Aneilema paludosum subsp. paludosum
  - sous-espèce Aneilema paludosum subsp. pauciflorum J.K.Morton, J. Linn. Soc. (1966)
  - sous-espèce Aneilema paludosum subsp. pseudolanceolatum J.K.Morton, J. Linn. Soc. (1966)
- Aneilema pedunculosum C.B.Clarke (1881)
- Aneilema petersii (Hassk.) C.B.Clarke (1881)
  - sous-espèce Aneilema petersii subsp. pallidiflorum Faden (1991)
  - sous-espèce Aneilema petersii subsp. petersii
- Aneilema plagiocapsa K.Schum. (1903)
- Aneilema pomeridianum Stanf. & Brenan (1961)
- Aneilema pusillum Chiov. (1916)
  - sous-espèce Aneilema pusillum subsp. gypsophilum Faden (1991)
  - sous-espèce Aneilema pusillum subsp. pusillum
  - sous-espèce Aneilema pusillum subsp. thulinii Faden (1991)
  - sous-espèce Aneilema pusillum subsp. variabile Faden (1991)
- Aneilema recurvatum Faden (1991)
- Aneilema rendlei C.B.Clarke (1901)
- Aneilema richardsiae Brenan (1961)
- Aneilema schlechteri K.Schum. (1903)
- Aneilema sclerocarpum F.Muell. (1873)
- Aneilema sebitense Faden (1991)
- Aneilema setiferum A.Chev. (1912)
  - variété Aneilema setiferum var. pallidiciliatum J.K.Morton, J. Linn. Soc. (1966)
  - variété Aneilema setiferum var. setiferum
- Aneilema siliculosum R.Br. (1810)
- Aneilema silvaticum Brenan (1952)
- Aneilema somaliense C.B.Clarke (1901)
- Aneilema spekei C.B.Clarke (1901)
- Aneilema succulentum Faden (1991)
- Aneilema tanaense Faden (1984)
- Aneilema taylorii C.B.Clarke (1901)
- Aneilema termitarium Faden, Fl. Trop. E. Africa (2012)
- Aneilema trispermum Faden (1996 publ. 1997)
- Aneilema umbrosum (Vahl) Kunth (1843)
  - variété Aneilema umbrosum var. ovato-oblongum (P.Beauv.) Brenan (1952)
  - variété Aneilema umbrosum var. umbrosum
- Aneilema usambarense Faden (1991)
- Aneilema welwitschii C.B.Clarke (1881)
- Aneilema woodii Faden (1991)
- Aneilema zebrinum Chiov. (1951)

Selon The Plant List (7 mai 2019) :
- Aneilema acuminatum R.Br.
- Aneilema aequinoctiale (P.Beauv.) Loudon
- Aneilema alatum Koord.
- Aneilema angolense C.B.Clarke
- Aneilema aparine H.Perrier
- Aneilema arenicola Faden
- Aneilema benadirense Chiov.
- Aneilema beniniense (P.Beauv.) Kunth
- Aneilema biflorum R.Br.
- Aneilema brasiliense C.B.Clarke
- Aneilema brenanianum Faden
- Aneilema brunneospermum Faden
- Aneilema calceolus Brenan
- Aneilema chrysopogon Brenan
- Aneilema clarkei Rendle
- Aneilema dispermum Brenan
- Aneilema dregeanum Kunth
- Aneilema forsskalii Kunth
- Aneilema gillettii Brenan
- Aneilema grandibracteolatum Faden
- Aneilema hirtum A.Rich.
- Aneilema hockii De Wild.
- Aneilema homblei De Wild.
- Aneilema indehiscens Faden
- Aneilema johnstonii K.Schum.
- Aneilema lamuense Faden
- Aneilema lanceolatum Benth.
- Aneilema leiocaule K.Schum.
- Aneilema longicapsa Faden
- Aneilema longirrhizum Faden
- Aneilema macrorrhizum T.C.E.Fr.
- Aneilema mortonii Brenan
- Aneilema neocaledonicum Schltr.
- Aneilema nicholsonii C.B.Clarke
- Aneilema nyasense C.B.Clarke
- Aneilema obbiadense Chiov.
- Aneilema paludosum A.Chev.
- Aneilema pedunculosum C.B.Clarke
- Aneilema petersii (Hassk.) C.B.Clarke
- Aneilema plagiocapsa K.Schum.
- Aneilema pomeridianum Stanf. & Brenan
- Aneilema pusillum Chiov.
- Aneilema recurvatum Faden
- Aneilema rendlei C.B.Clarke
- Aneilema richardsiae Brenan
- Aneilema schlechteri K.Schum.
- Aneilema sclerocarpum F.Muell.
- Aneilema sebitense Faden
- Aneilema setiferum A.Chev.
- Aneilema siliculosum R.Br.
- Aneilema silvaticum Brenan
- Aneilema somaliense C.B.Clarke
- Aneilema spekei C.B.Clarke
- Aneilema succulentum Faden
- Aneilema tanaense Faden
- Aneilema taylorii C.B.Clarke
- Aneilema trispermum Faden
- Aneilema umbrosum (Vahl) Kunth
- Aneilema usambarense Faden
- Aneilema welwitschii C.B.Clarke
- Aneilema woodii Faden
- Aneilema zebrinum Chiov. ex Chiarugi

Selon Tropicos (7 mai 2019) (Attention liste brute contenant possiblement des synonymes) :
- Aneilema acuminatum Brown,R.
- Aneilema acutifolium Lauterb. & K. Schum.
- Aneilema adhaerens Kunth
- Aneilema aequinoctiale (P. Beauv.) Loudon
- Aneilema affine De Wild.
- Aneilema africanum P. Beauv.
- Aneilema aguense (Standl. & Steyerm.) Standl. & Steyerm.
- Aneilema alatum Koord.
- Aneilema allardii De Wild.
- Aneilema ambiguum (P. Beauv.) Loudon
- Aneilema angolense C.B. Clarke
- Aneilema angustifolium Brown,R.
- Aneilema anthericoides R. Br.
- Aneilema aparine H. Perrier
- Aneilema arenicola Faden
- Aneilema arenicolum Faden
- Aneilema azureum Merr.
- Aneilema benadirense Chiov.
- Aneilema beniniense (P. Beauv.) Kunth
- Aneilema biflorum R. Br.
- Aneilema blumei (Hassk.) Bakh. f.
- Aneilema bodinieri H. Lév. & Vaniot
- Aneilema bracteatum (C.B. Clarke) Kuntze
- Aneilema bracteolatum Mart.
- Aneilema brasiliense C.B. Clarke
- Aneilema brenanianum Faden
- Aneilema brunneospermum Faden
- Aneilema calandrinioides F. Muell.
- Aneilema calandrinoides Mueller,F.
- Aneilema calceolum Brenan
- Aneilema calceolus Brenan
- Aneilema canaliculatum Dalzell
- Aneilema cavaleriei H. Lév. & Vaniot
- Aneilema chihuahuaensis (Standl.) Woodson
- Aneilema chrysanthum K. Schum.
- Aneilema chrysopogon Brenan
- Aneilema clandestinum Ridl.
- Aneilema clarkei Rendle
- Aneilema collinum (Brandegee) Matuda
- Aneilema compressum Dalzell
- Aneilema conspicuum (Blume) Kunth
- Aneilema coreanum H. Lév. & Vaniot
- Aneilema crispatum R. Br.
- Aneilema crocea Griff.
- Aneilema cymosum (Blume) Kunth
- Aneilema densiflorum (Blume) Kunth
- Aneilema densum T.C.E. Fr.
- Aneilema dimorphum Dalzell
- Aneilema discretum Craib
- Aneilema dispermum Brenan
- Aneilema divergens (C.B. Clarke) C.B. Clarke
- Aneilema diversifolium Hassk.
- Aneilema dregeanum Kunth
- Aneilema ecuadoriense Steyerm.
- Aneilema ehrenbergii C.B. Clarke
- Aneilema elatum (Vahl) Kunth
- Aneilema ensifolium Wight
- Aneilema ephemerum Faden
- Aneilema erectum De Wild.
- Aneilema esculentum Wall. ex C.B. Clarke
- Aneilema fasciatum Warb. ex K. Schum. & Lauterb.
- Aneilema filiforme Buch.-Ham. ex Wall.
- Aneilema filipes Mart.
- Aneilema florentii De Wild.
- Aneilema floribundum (Kunth) Hook. & Arn.
- Aneilema foliosum Hassk.
- Aneilema formosanum N.E. Br.
- Aneilema forskalii Kunth
- Aneilema forsskalii (Vahl) Kunth
- Aneilema gardneri Seub.
- Aneilema geniculatum (Jacq.) Woodson
- Aneilema giganteum (Vahl) R. Br.
- Aneilema gillettii Brenan
- Aneilema glanduliferum J. Joseph & R.S. Rao
- Aneilema glaucum Thwaites ex C.B. Clarke
- Aneilema gracile C.B. Clarke
- Aneilema gramineum R. Br.
- Aneilema grandibracteolatum Faden
- Aneilema greenmanii Woodson
- Aneilema hallbergii Blatt.
- Aneilema hamiltonianum Wall. ex C.B. Clarke
- Aneilema herbaceum (Roxb.) Wall. ex C.B. Clarke
- Aneilema heterophyllum (Brandegee) Matuda
- Aneilema hirtum A. Rich.
- Aneilema hispidum (sv) D. Don
- Aneilema hockii De Wild.
- Aneilema holosericum (Kunth) Woodson
- Aneilema homblei De Wild.
- Aneilema hookeri C.B. Clarke
- Aneilema humile Merr.
- Aneilema imberbe Ridl.
- Aneilema imbricatum Warb.
- Aneilema indehiscens Faden
- Aneilema irregularibracteatum De Wild.
- Aneilema japonicum (Thunb.) Kunth
- Aneilema johnstonii K. Schum.
- Aneilema junghunianum Miq.
- Aneilema kainantense Masam.
- Aneilema karwinskiana Woodson
- Aneilema karwinskyana (Schult. f.) Woodson
- Aneilema katangense De Wild.
- Aneilema keisak Hassk.
- Aneilema keyense Warb.
- Aneilema koenigii Wall. ex C.B. Clarke
- Aneilema kuntzei C.B. Clarke ex Kuntze
- Aneilema lamuense Faden
- Aneilema lanceolatum Benth.
- Aneilema lancifolium Griff.
- Aneilema lanuginosum Wall. ex C.B. Clarke
- Aneilema latifolium Wight
- Aneilema laxiflorum Benth. ex C.B. Clarke
- Aneilema laxum R. Br.
- Aneilema leiocaule K. Schum.
- Aneilema lineare (Benth.) Woodson
- Aneilema lineolatum (Blume) Kunth
- Aneilema longicapsum Faden
- Aneilema longifolium Hook.
- Aneilema longirrhizum Faden
- Aneilema loriforme Hassk.
- Aneilema loureirii Hance
- Aneilema loureiroi Hance
- Aneilema lujae De Wild. & T. Durand
- Aneilema macrophyllum R. Br.
- Aneilema macrorrhizum Th. Fr.
- Aneilema macrorrizum Th.Fr.jr.
- Aneilema malabaricum (L.) Merr.
- Aneilema medicum (Lour.) Kostel.
- Aneilema melanostictum Hance
- Aneilema melanosticum Hance
- Aneilema micranthum (Vahl) Kunth
- Aneilema minutiflorum Faden
- Aneilema minutum (Blume) Kunth
- Aneilema monadelphum (Blume) R. Br. ex Kunth
- Aneilema montanum (Wight) C.B. Clarke
- Aneilema mortehanii De Wild.
- Aneilema mortonii Brenan
- Aneilema multiscaposum Lauterb.
- Aneilema nanum (Roxb.) Kunth
- Aneilema neocaledonicum Schltr.
- Aneilema nicholsonii C.B. Clarke
- Aneilema nigritanum Hutch.
- Aneilema nudicaule (Burm. f.) Loudon
- Aneilema nudiflorum (L.) R. Br.
- Aneilema nummularia Miq.
- Aneilema nutans H. Lév.
- Aneilema nyasense C.B. Clarke
- Aneilema obbiadense Chiov.
- Aneilema ochraceum Dalzell
- Aneilema octospermum C.B. Clarke
- Aneilema oliganthum Franch. & Sav.
- Aneilema ovalifolium (Hassk.) C.B. Clarke
- Aneilema ovato-oblongum P. Beauv.
- Aneilema ovatum (Hassk.) Wall. ex C.B. Clarke
- Aneilema paludosum A. Chev.
- Aneilema paniculatum Wight
- Aneilema papuanum Warb.
- Aneilema paraguayense C.B. Clarke ex Chodat
- Aneilema pauciflorum Dalzell
- Aneilema paucifolium N.E. Br.
- Aneilema pedunculosum C.B. Clarke
- Aneilema petersii (Hassk.) C.B. Clarke
- Aneilema pinetorum (Greene) Matuda
- Aneilema plagiocapsum K. Schum.
- Aneilema platyphyllum Merr.
- Aneilema pomeridianum Stanf. & Brenan
- Aneilema pooides Seub.
- Aneilema pulchellum (Kunth) Woodson
- Aneilema pulneyense Fyson
- Aneilema pusillum Chiov.
- Aneilema radicans D. Don
- Aneilema recurvatum Faden
- Aneilema rendlei C.B. Clarke
- Aneilema rhodospermum K. Schum.
- Aneilema richardsae Brenan
- Aneilema richardsiae Brenan
- Aneilema rigidum Blatt.
- Aneilema ringoeti De Wild.
- Aneilema rivulare A. Rich.
- Aneilema rugosum H. Perrier
- Aneilema russegeri (Fenzl) C.B. Clarke
- Aneilema russeggeri C.B. Clarke
- Aneilema sacleuxii Hua
- Aneilema scaberrimum (Blume) Kunth
- Aneilema scapiflorum (Roxb.) Kostel.
- Aneilema schlechteri K. Schum.
- Aneilema schomburgkianum Kunth
- Aneilema schweinfurthii C.B. Clarke
- Aneilema sclerocarpum F. Muell.
- Aneilema sebitense Faden
- Aneilema secundiflorum (Blume) Kunth
- Aneilema secundum Wight
- Aneilema semifoliatum C.B. Clarke
- Aneilema semiteres Dalzell
- Aneilema sepalosum C.B. Clarke
- Aneilema serotinum D. Don ex C.B. Clarke
- Aneilema serrulatum (Vahl) Loudon
- Aneilema setiferum A. Chev.
- Aneilema siamense Craib
- Aneilema siennea Blatt.
- Aneilema sienneum Blatt.
- Aneilema siliculosum Brown,R.
- Aneilema silvaticum Brenan
- Aneilema simplex (Vahl) C.B. Clarke
- Aneilema sinicum Ker Gawl.
- Aneilema smithii C.B. Clarke
- Aneilema somaliense C.B. Clarke
- Aneilema soudanicum C.B. Clarke
- Aneilema spectabile Kurz
- Aneilema spekei C.B. Clarke
- Aneilema spiratum (L.) R. Br.
- Aneilema stenothyrsum Diels
- Aneilema subnudum A. Chev.
- Aneilema subovatum Ridl.
- Aneilema succulentum Faden
- Aneilema tacazzeanum Hochst. ex C.B. Clarke
- Aneilema tanaense Faden
- Aneilema taquetii H. Lév.
- Aneilema taylorii C.B. Clarke
- Aneilema tenerum Baker
- Aneilema tenuissimum (A. Chev.) A. Chev.
- Aneilema terminale Wight
- Aneilema termitarium Faden
- Aneilema tetraspermum K. Schum.
- Aneilema thomsonii (C.B. Clarke) C.B. Clarke
- Aneilema trichocoleum Schauer
- Aneilema triquetrum Wall. ex C.B. Clarke
- Aneilema trispermum Faden
- Aneilema umbrosum (Vahl) Kunth
- Aneilema urbinanum (Greenm.) Matuda
- Aneilema usambarense Faden
- Aneilema vaginatum (L.) R. Br.
- Aneilema vankerckhovenii De Wild.
- Aneilema vankerkhovenii De Wild.
- Aneilema versicolor Dalzell
- Aneilema violaceum F. Muell. ex C.B. Clarke
- Aneilema vitiense Seem.
- Aneilema welwitschii C.B. Clarke
- Aneilema whytei C.B. Clarke
- Aneilema wildii Merxm.
- Aneilema woodii Faden
- Aneilema zebrinum Chiov.
- Aneilema zeylanicum C.B. Clarke